# FC Aarau
Az FC Aarau  egy svájci futballcsapat, amelyet Aarauban alapították 1902-ben. Jelenleg a svájci másodosztályban játszanak.

## Sikerek

### Svájci bajnokság
- Bajnok (3): 1911–12, 1913–14, 1992–93

### Svájci kupa
- Győztes (1): 1984–85

### Svájci ligakupa
- Győztes (1): 1981–82

## Nemzetközi kupaszereplés
| Szezon  | Bajnokság                   | Forduló      | Nemzet      | Csapat                 | 1. mérk. | 2. mérk. | Össz. |
| ------- | --------------------------- | ------------ | ----------- | ---------------------- | -------- | -------- | ----- |
| 1985–86 | Kupagyőztesek Európa-kupája | 1. forduló   | Jugoszlávia | FK Crvena zvezda       | 0–2      | 2–2      | 2–4   |
| 1988–89 | UEFA-kupa                   | 1. forduló   | NDK         | 1. FC Lokomotív Lipcse | 0–3      | 0–4      | 0–7   |
| 1993–94 | UEFA Bajnokok Ligája        | Előselejtező | Ciprus      | Omónia                 | 1–2      | 2–0      | 3–2   |
| 1993–94 | UEFA Bajnokok Ligája        | 1. forduló   | Olaszország | AC Milan               | 0–1      | 0–0      | 0–1   |
| 1994–95 | UEFA-kupa                   | Előselejtező | Szlovénia   | ND Mura 05             | 1–0      | 1–0      | 2–0   |
| 1994–95 | UEFA-kupa                   | 1. forduló   | Portugália  | CS Marítimo Funchal    | 0–0      | 0–1      | 0–1   |
| 1996–97 | UEFA-kupa                   | Előselejtező | Észtország  | FC Lantana Tallinn     | 4–0      | 0–2      | 4–2   |
| 1996–97 | UEFA-kupa                   | 1. forduló   | Dánia       | Brøndby IF             | 0-5      | 0–2      | 0–7   |

## Jelenlegi keret
2021. szeptember 21. szerint.
| #  |     | Poszt | Név              |
| -- | --- | ----- | ---------------- |
| 1  | SUI | K     | Simon Enzler     |
| 2  | SUI | V     | Marco Thaler     |
| 3  | SUI | V     | Jérôme Thiesson  |
| 4  | SUI | V     | Binjamin Hasani  |
| 5  | NED | V     | Léon Bergsma     |
| 6  | LBR | KP    | Allen Njie       |
| 7  | SUI | KP    | Kevin Spadanuda  |
| 8  | SUI | KP    | Olivier Jäckle   |
| 9  | KOS | KP    | Liridon Balaj    |
| 10 | ALB | CS    | Shkëlzen Gashi   |
| 11 | KOS | KP    | Donat Rrudhani   |
| 12 | SUI | K     | Nicholas Ammeter |
| 14 | SUI | V     | Jan Kronig       |
| 17 | FRA | CS    | Gobé Gouano      |

| #  |     | Poszt | Név                                                  |
| -- | --- | ----- | ---------------------------------------------------- |
| 19 | SUI | KP    | Silvan Schwegler                                     |
| 20 | KOS | KP    | Milot Avdyli                                         |
| 22 | ALB | V     | Arijan Qollaku                                       |
| 23 | KOS | KP    | Imran Bunjaku (kölcsönben a Grasshoppers csapatától) |
| 24 | SUI | V     | Bastien Conus                                        |
| 26 | POR | CS    | Mickaël Almeida                                      |
| 27 | SUI | K     | Rafael Zbinden                                       |
| 33 | SUI | V     | Flavio Caserta                                       |
| 34 | SUI | V     | Raoul Giger                                          |
| 40 | SUI | KP    | Randy Schneider                                      |
| 45 | SUI | V     | Silas Huber                                          |
| 66 | SUI | KP    | Devran Senyurt                                       |
| 70 | SUI | KP    | Marco Aratore                                        |

## Híres játékosok
- Emanuel Pogatetz
- Roberto Di Matteo
- Mario Eggimann
- Gökhan Inler
- Pascal Zuberbühler
- Mario Mutsch

## Külső hivatkozások
- Hivatalos honlap (németül)
- FC Aarau Forum (németül)
- Szene Aarau (németül)
- FC Aarau női csapat (németül)
- Soccerway profil
- Just Cant Beat That profil (angolul)